# Юсаки-Зажека
Юсаки-Зажека (пол. Jusaki-Zarzeka) — деревня в Бяльском повете Люблинского воеводства Польши. Входит в состав гмины Ломазы. По данным переписи 2011 года, в деревне проживало 172 человек.

## География
Деревня расположена на востоке Польши, на берегах реки Зелявы, на расстоянии приблизительно 18 километров к югу от города Бяла-Подляска, административного центра повета. Абсолютная высота — 148 метров над уровнем моря. К западу от населённого пункта проходит региональная автодорога 812.

## История
Согласно «Справочной книжке Седлецкой губернии на 1875 год» деревня входила в состав гмины Любенка Бельского уезда Седлецкой губернии. По данным на 1882 год имелось 4 двора и проживало 37 жителей. В 1912 году Бельский уезд был передан в состав новообразованной Холмской губернии.
В 1975—1998 годах деревня входила в состав Бяльскоподляского воеводства.

## Население
Демографическая структура по состоянию на 31 марта 2011 года:
|         | Всего | До трудоспособного возраста | Трудоспособного возраста | Старше трудоспособного возраста |
| ------- | ----- | --------------------------- | ------------------------ | ------------------------------- |
| Мужчины | 89    | 30                          | 52                       | 7                               |
| Женщины | 83    | 20                          | 43                       | 20                              |
| Всего   | 172   | 50                          | 95                       | 27                              |